# Prosecco Asolo

Lage der Provinz Treviso

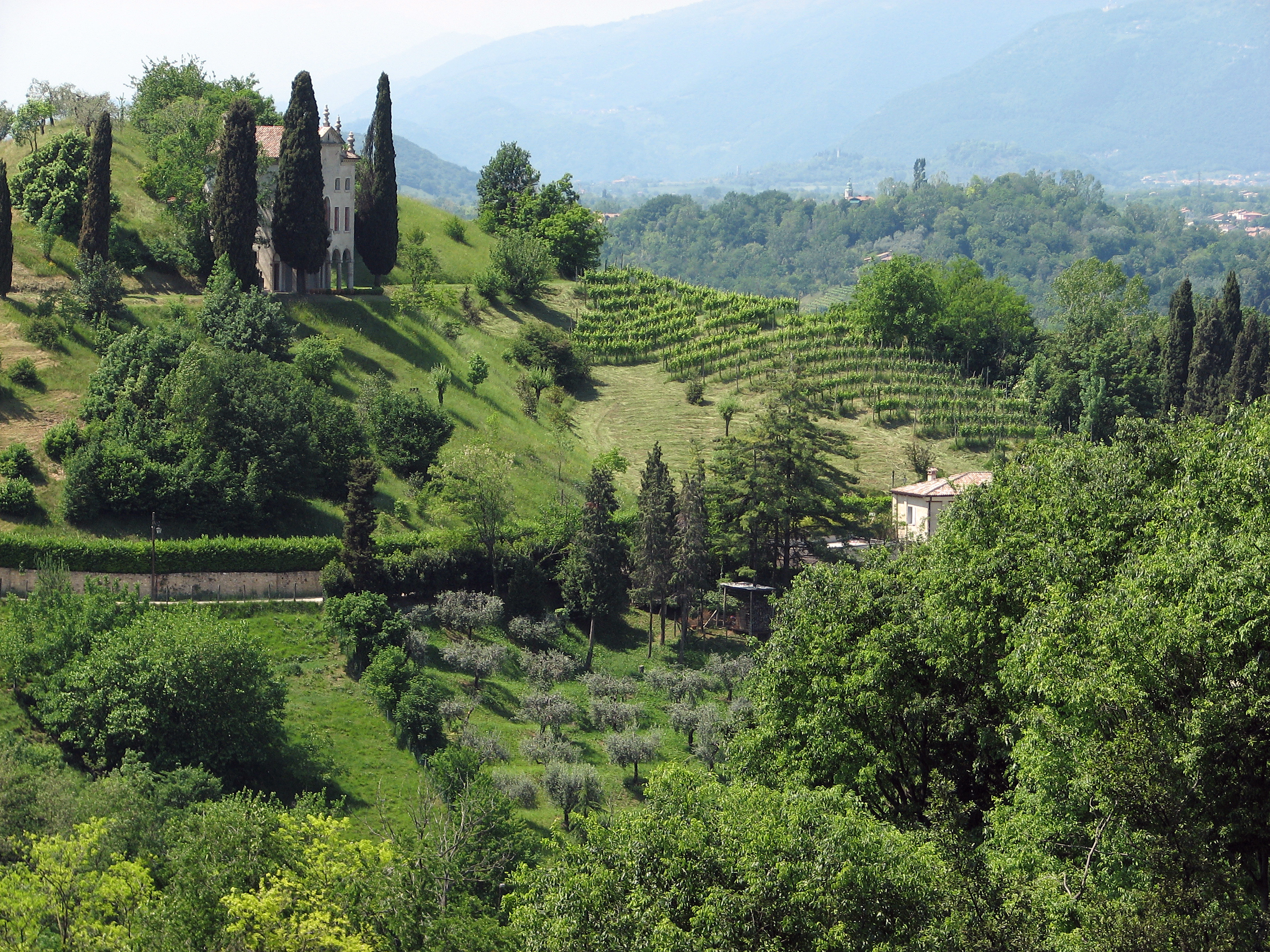
Im Weinbaugebiet Asolo

Prosecco Asolo (auch: Colli Asolani-Prosecco oder Asolo-Prosecco) ist ein italienischer Wein, der seit 2009 eine „kontrollierte und garantierte Herkunftsbezeichnung“ (Denominazione di Origine Controllata e Garantita – DOCG) besitzt. Die Reben zur Weinherstellung müssen in der Gegend um Asolo (Provinz Treviso, Region Venetien) angebaut werden. Auch die Vinifikation und Abfüllung müssen in diesem Gebiet erfolgen. Erzeugt werden sowohl Schaumweine („Spumante“) als auch Perlweine („Frizzante“) und Weißweine (Stillweine). Die letzten Änderungen der Vorschriften stammen vom 7. März 2014.

## Anbaugebiet
Folgende Gemeinden sind für die Erzeugung des DOCG-Weins zugelassen: Asolo, Caerano S. Marco, Cavaso del Tomba, Crocetta del Montello, Fonte, Giavera del Montello, Maser, Montebelluna, Nervesa della Battaglia, Pieve del Grappa, Pederobba, Possagno, S. Zenone degli Ezzelini und Volpago del Montello.
2017 wurden 92.799 hl DOCG-Wein erzeugt.

## Erzeugung
Als Rebsorten dürfen hauptsächlich Glera (85–100 %) und maximal 0–15 % Verdiso, Bianchetta trevigiana, Perera und Glera Lunga (einzeln oder gemeinsam) verwendet werden.

## Beschreibung
Laut Denomination (Auszug):

### Colli Asolani-Prosecco oder Asolo-Prosecco
- Farbe: mehr oder weniger kräftiges strohgelb
- Geruch: charakteristisch fruchtig
- Geschmack: von trocken bis süß, rund, charakteristisch
- Alkoholgehalt: mindestens 10,5 % Vol.
- Säuregehalt: mind. 5 g/l
- Trockenextrakt: mind. 16 g/l

### Colli Asolani-Prosecco oder Asolo-Prosecco Spumante Superiore
- Perlage: anhaltend
- Farbe: mehr oder weniger intensives strohgelb, strahlend
- Geruch: angenehm und charakteristisch fruchtig
- Geschmack: von trocken bis süß, vollmundig, angenehm fruchtig, charakteristisch
- Alkoholgehalt: mindestens 11,0 % Vol.
- Säuregehalt: mind. 5 g/l
- Trockenextrakt: mind. 16 g/l

### Colli Asolani-Prosecco oder Asolo-Prosecco Frizzante
- Perlage: mit Bildung von Bläschen
- Farbe: mehr oder weniger intensives strohgelb, strahlend
- Geruch: angenehm und charakteristisch fruchtig
- Geschmack: von trocken bis süß, fruchtig, charakteristisch
- Alkoholgehalt: mindestens 10,5 % Vol.
- Säuregehalt: mind. 5 g/l
- Trockenextrakt: mind. 16 g/l
- Bei traditioneller Flaschengärung kann eine leichte Trübung auftreten. In diesem Fall ist es zwingend erforderlich, mit den Worten zu kennzeichnen „rifermentazione in bottiglia“ (deutsch: zweite Gärung in der Flasche). Die Anforderungen an Geruch, Geschmack und Gesamtsäuregehalt sind dann die folgenden:

* Geruch:  angenehm und charakteristisch fruchtig mit einem Hauch von Brotkruste und Hefe
* Geschmack: trocken, spritzig, fruchtig, mit einem Hauch von Brotkruste und Hefe
* Säuregehalt: min 4,0 g/l